# Championnat de France de football de troisième division 1992-1993
Navigation
Division 3 1991-1992 National 1 1993-1994
Le championnat de France de football de Division 3 1992-1993 est la 22e et dernière édition du championnat de France de Division 3, qui est de 1971 à 1993 le troisième niveau de la hiérarchie du football français derrière la Division 1 et la Division 2.
La compétition est remportée par la réserve de l'Olympique lyonnais.

## Déroulement
À la fin de la saison 1992-1993, en raison de la restructuration des championnats nationaux, et notamment de la création des National 1, National 2 et National 3, seuls deux clubs parmi les clubs amateurs sont promus en fin de saison en Division 2, qui passe ainsi de 36 clubs à 22. Ces deux clubs sont déterminés par des rencontres entre les premiers clubs amateurs de chaque poule.
Les quatre meilleurs clubs amateurs de chaque poule (seulement les trois meilleurs dans les poules des deux promus en Division 2) sont reversés en National 1 en fin de saison, soit 22 clubs qui accompagnent les 14 relégués de Division 2 pour permettre la création d'une compétition composée de deux poules de dix huit clubs. Les deux derniers de chaque poule (ou, le cas échéant, les réserves des clubs professionnels relégués de Division 2) sont relégués en National 3. Les autres clubs sont reversés en National 2.

## Classements
Promotions
- Qualification pour les barrages d'accession en Division 2
- Promotion en National 1

Relégations
- Relégation en National 3
- Rétrogradation administrative

### Groupe Nord
| Rang | Équipe                   | Pts | J  | G  | N  | P  | Bp | Bc | Diff |
| ---- | ------------------------ | --- | -- | -- | -- | -- | -- | -- | ---- |
| 1    | FC Saint-Leu             | 39  | 30 | 15 | 9  | 6  | 40 | 23 | +17  |
| 2    | RC Lens rés.             | 35  | 30 | 13 | 9  | 8  | 46 | 34 | +12  |
| 3    | AS Évry                  | 35  | 30 | 12 | 11 | 7  | 31 | 19 | +12  |
| 4    | Le Havre AC rés.         | 35  | 30 | 15 | 5  | 10 | 46 | 36 | +10  |
| 5    | SCO Roubaix              | 34  | 30 | 11 | 12 | 7  | 41 | 30 | +11  |
| 6    | Lille OSC rés.           | 34  | 30 | 10 | 14 | 6  | 31 | 23 | +8   |
| 7    | US Fécamp                | 34  | 30 | 14 | 6  | 10 | 46 | 38 | +8   |
| 8    | Calais RUFC              | 32  | 30 | 10 | 12 | 8  | 34 | 31 | +3   |
| 9    | US Gravelines            | 31  | 30 | 10 | 11 | 9  | 37 | 37 | 0    |
| 10   | US Saint-Omer            | 30  | 30 | 10 | 10 | 10 | 40 | 43 | -3   |
| 11   | US Boulogne-sur-Mer      | 28  | 30 | 9  | 10 | 11 | 41 | 33 | +8   |
| 12   | Paris Saint-Germain rés. | 28  | 30 | 9  | 10 | 11 | 36 | 40 | -4   |
| 13   | Le Touquet AC            | 27  | 30 | 9  | 9  | 12 | 26 | 35 | -9   |
| 14   | ES Wasquehal             | 24  | 30 | 8  | 8  | 14 | 30 | 43 | -13  |
| 15   | Olympique Saint-Quentin  | 19  | 30 | 6  | 7  | 17 | 27 | 49 | -22  |
| 16   | CS Sedan Ardennes rés.   | 15  | 30 | 4  | 7  | 19 | 29 | 67 | -38  |

### Groupe Est
| Rang | Équipe                      | Pts | J  | G  | N  | P  | Bp | Bc | Diff |
| ---- | --------------------------- | --- | -- | -- | -- | -- | -- | -- | ---- |
| 1    | FCM Aubervilliers           | 42  | 30 | 15 | 12 | 3  | 36 | 15 | +21  |
| 2    | Olympique Noisy-le-Sec 93   | 40  | 30 | 15 | 10 | 5  | 42 | 27 | +15  |
| 3    | CF Dijon                    | 36  | 30 | 11 | 14 | 5  | 42 | 27 | +15  |
| 4    | Besançon RC                 | 34  | 30 | 14 | 6  | 10 | 46 | 39 | +7   |
| 5    | AS Nancy-Lorraine rés.      | 32  | 30 | 13 | 6  | 11 | 64 | 44 | +20  |
| 6    | ATAC Troyes                 | 32  | 30 | 14 | 4  | 12 | 49 | 37 | +12  |
| 7    | ESCH Yutz                   | 31  | 30 | 8  | 15 | 7  | 35 | 38 | -3   |
| 8    | Racing 92                   | 30  | 30 | 9  | 12 | 9  | 35 | 30 | +5   |
| 9    | FCSR Haguenau               | 30  | 30 | 9  | 12 | 9  | 36 | 37 | -1   |
| 10   | ES Viry-Châtillon           | 30  | 30 | 10 | 10 | 10 | 35 | 39 | -4   |
| 11   | FC Metz rés.                | 28  | 30 | 10 | 8  | 12 | 40 | 43 | -3   |
| 12   | FC Sochaux-Montbéliard rés. | 27  | 30 | 9  | 9  | 12 | 34 | 42 | -8   |
| 13   | FC Thionville               | 26  | 30 | 7  | 12 | 11 | 27 | 34 | -7   |
| 14   | FC Mulhouse rés.            | 24  | 30 | 7  | 10 | 13 | 30 | 42 | -12  |
| 15   | RC Strasbourg rés.          | 21  | 30 | 6  | 9  | 15 | 39 | 53 | -14  |
| 16   | Entente Baume-L'Isle        | 17  | 30 | 3  | 11 | 16 | 17 | 60 | -43  |

### Groupe Ouest
| Rang | Équipe                | Pts | J  | G  | N  | P  | Bp | Bc | Diff |
| ---- | --------------------- | --- | -- | -- | -- | -- | -- | -- | ---- |
| 1    | Stade briochin        | 46  | 30 | 20 | 6  | 4  | 58 | 30 | +28  |
| 2    | Stade brestois 29     | 43  | 30 | 18 | 7  | 5  | 56 | 20 | +36  |
| 3    | US Avranches          | 39  | 30 | 15 | 9  | 6  | 41 | 26 | +15  |
| 4    | AS Cherbourg          | 38  | 30 | 16 | 6  | 8  | 53 | 29 | +24  |
| 5    | Stade quimpérois      | 34  | 30 | 11 | 12 | 7  | 41 | 30 | +11  |
| 6    | US Saint-Malo         | 33  | 30 | 13 | 7  | 10 | 45 | 40 | +5   |
| 7    | FC Nantes rés.        | 31  | 30 | 11 | 9  | 10 | 39 | 30 | +9   |
| 8    | SM Caen rés.          | 29  | 30 | 10 | 9  | 11 | 38 | 41 | -3   |
| 9    | Stade rennais FC rés. | 27  | 30 | 10 | 7  | 13 | 46 | 43 | +3   |
| 10   | AS Vitré              | 26  | 30 | 9  | 8  | 13 | 33 | 48 | -15  |
| 11   | US Montagnarde        | 25  | 30 | 6  | 13 | 11 | 24 | 41 | -17  |
| 12   | FC Saint-Lô           | 25  | 30 | 10 | 5  | 15 | 34 | 41 | -7   |
| 13   | Vannes FC             | 25  | 30 | 7  | 11 | 12 | 28 | 44 | -16  |
| 14   | EA Guingamp rés.      | 24  | 30 | 7  | 10 | 13 | 26 | 42 | -16  |
| 15   | Stade lavallois rés.  | 20  | 30 | 5  | 10 | 15 | 22 | 47 | -25  |
| 16   | SLK Saint-Pol-De-Léon | 15  | 30 | 2  | 11 | 17 | 31 | 63 | -32  |

### Groupe Centre-Ouest
| Rang | Équipe                      | Pts | J  | G  | N  | P  | Bp | Bc | Diff |
| ---- | --------------------------- | --- | -- | -- | -- | -- | -- | -- | ---- |
| 1    | FC Pau                      | 41  | 30 | 16 | 9  | 5  | 45 | 23 | +22  |
| 2    | FC Sète 34                  | 38  | 30 | 13 | 12 | 5  | 49 | 31 | +18  |
| 3    | AS Muret                    | 37  | 30 | 12 | 13 | 5  | 35 | 22 | +13  |
| 4    | ESA Brive                   | 36  | 30 | 14 | 8  | 8  | 50 | 33 | +17  |
| 5    | RC Agde                     | 34  | 30 | 11 | 12 | 7  | 42 | 33 | +9   |
| 6    | Girondins de Bordeaux rés.  | 34  | 30 | 12 | 10 | 8  | 36 | 34 | +2   |
| 7    | Toulouse Fontaines Club     | 32  | 30 | 8  | 16 | 6  | 27 | 24 | +3   |
| 8    | AS Libourne                 | 30  | 30 | 11 | 8  | 11 | 29 | 32 | -3   |
| 9    | Stade montois               | 29  | 30 | 12 | 5  | 13 | 37 | 38 | -1   |
| 10   | Olympique de Marseille rés. | 27  | 30 | 10 | 7  | 13 | 32 | 38 | -6   |
| 11   | Montpellier HSC rés.        | 27  | 30 | 6  | 15 | 9  | 41 | 44 | -3   |
| 12   | Blagnac FC                  | 27  | 30 | 7  | 13 | 10 | 33 | 33 | 0    |
| 13   | SC Toulon rés.              | 25  | 30 | 6  | 13 | 11 | 33 | 40 | -7   |
| 14   | Jeunesse villenavaise       | 23  | 30 | 8  | 7  | 15 | 30 | 50 | -20  |
| 15   | EDS Montluçon               | 22  | 30 | 7  | 8  | 15 | 26 | 42 | -16  |
| 16   | JS Cugnaux                  | 18  | 30 | 6  | 6  | 18 | 19 | 47 | -28  |

### Groupe Sud
| Rang | Équipe                         | Pts | J  | G  | N  | P  | Bp | Bc | Diff |
| ---- | ------------------------------ | --- | -- | -- | -- | -- | -- | -- | ---- |
| 1    | Olympique lyonnais rés.        | 47  | 30 | 19 | 9  | 2  | 43 | 14 | +29  |
| 2    | AS Cannes rés.                 | 39  | 30 | 15 | 9  | 6  | 45 | 26 | +19  |
| 3    | AS Lyon-Duchère                | 36  | 30 | 12 | 12 | 6  | 38 | 24 | +14  |
| 4    | FC Grenoble                    | 36  | 30 | 12 | 12 | 6  | 25 | 13 | +12  |
| 5    | Stade Vallauris                | 33  | 30 | 10 | 13 | 7  | 28 | 21 | +7   |
| 6    | AC Arles                       | 33  | 30 | 13 | 7  | 10 | 38 | 32 | +6   |
| 7    | Indépendante Pont-Saint-Esprit | 32  | 30 | 13 | 6  | 11 | 34 | 34 | 0    |
| 8    | ES Fréjus                      | 31  | 30 | 12 | 7  | 11 | 44 | 35 | +9   |
| 9    | OGC Nice rés.                  | 31  | 30 | 8  | 15 | 7  | 27 | 23 | +4   |
| 10   | AS Saint-Priest                | 30  | 30 | 11 | 8  | 11 | 33 | 30 | +3   |
| 11   | US Annemasse                   | 26  | 30 | 11 | 4  | 15 | 24 | 47 | -23  |
| 12   | Stade raphaëlois               | 25  | 30 | 7  | 11 | 12 | 26 | 35 | -9   |
| 13   | AS Monaco rés.                 | 23  | 30 | 8  | 7  | 15 | 35 | 43 | -8   |
| 14   | SC Bastia rés.                 | 23  | 30 | 7  | 9  | 14 | 24 | 35 | -11  |
| 15   | AS Brosses Villeurbanne        | 19  | 30 | 8  | 3  | 19 | 26 | 50 | -24  |
| 16   | US Marseille Endoume           | 16  | 30 | 4  | 8  | 18 | 22 | 50 | -28  |

### Groupe Centre
| Rang | Équipe                   | Pts | J  | G  | N  | P  | Bp | Bc | Diff |
| ---- | ------------------------ | --- | -- | -- | -- | -- | -- | -- | ---- |
| 1    | AJ Auxerre rés.          | 49  | 30 | 20 | 9  | 1  | 65 | 13 | +52  |
| 2    | SO Châtellerault         | 40  | 30 | 15 | 10 | 5  | 49 | 27 | +22  |
| 3    | JGA Nevers               | 40  | 30 | 16 | 8  | 6  | 46 | 24 | +22  |
| 4    | Paris FC                 | 33  | 30 | 12 | 9  | 9  | 36 | 24 | +12  |
| 5    | AS Angoulême             | 31  | 30 | 11 | 9  | 10 | 29 | 35 | -6   |
| 6    | CSC Thouars              | 30  | 30 | 10 | 10 | 10 | 40 | 34 | +6   |
| 7    | AS Saint-Étienne rés.    | 30  | 30 | 9  | 12 | 9  | 36 | 33 | +3   |
| 8    | FC Gueugnon rés.         | 29  | 30 | 9  | 11 | 10 | 27 | 30 | -3   |
| 9    | Stade luçonnais          | 27  | 30 | 8  | 11 | 11 | 24 | 36 | -12  |
| 10   | CS Fontainebleau         | 27  | 30 | 7  | 13 | 10 | 22 | 35 | -13  |
| 11   | OC Châteaudun            | 26  | 30 | 9  | 8  | 13 | 29 | 41 | -12  |
| 12   | AS Poissy                | 25  | 30 | 7  | 11 | 12 | 28 | 44 | -16  |
| 13   | Poitiers PEPP            | 24  | 30 | 7  | 10 | 13 | 36 | 41 | -5   |
| 14   | FC Bourges rés.          | 24  | 30 | 6  | 12 | 12 | 28 | 43 | -15  |
| 15   | Amicale de Lucé          | 23  | 30 | 8  | 7  | 15 | 31 | 46 | -15  |
| 16   | La Roche-sur-Yon VF rés. | 22  | 30 | 6  | 10 | 14 | 27 | 47 | -20  |

## Attribution du titre des Réserves
La réserve de l'Olympique lyonnais remporte le championnat de France de D3.
| Match aller | Olympique lyonnais rés. | 1 – 1   | AJ Auxerre rés. | Lyon                    |                         |
|             | Bès 46e                 | (0 – 1) | 21e Deniaud     | Arbitrage : M. Béquinat | Arbitrage : M. Béquinat |

| Match retour | AJ Auxerre rés. | 0 – 1   | Olympique lyonnais rés. | Auxerre                  |                          |
|              |                 | (0 – 0) | 57e Patouillard         | Arbitrage : M. Keguennic | Arbitrage : M. Keguennic |

## Barrages d'accession en D2
En fin de saison, les premiers clubs amateurs de chaque groupe sont répartis en deux poules de trois équipes. Les vainqueurs des deux poules sont promus en Division 2. Les autres clubs sont reversés en National 1.

### Poule A
| Rang | Équipe          | Pts | J | G | N | P | Bp | Bc | Diff |  | Résultats (▼ dom., ► ext.) | ASLD | FCP | FCSL |
| ---- | --------------- | --- | - | - | - | - | -- | -- | ---- |  | -------------------------- | ---- | --- | ---- |
| 1    | AS Lyon-Duchère | 8   | 2 | 2 | 0 | 0 | 3  | 1  | +2   |  | AS Lyon-Duchère            |      | 2-1 |      |
| 2    | FC Pau          | 4   | 2 | 1 | 0 | 1 | 4  | 3  | +1   |  | FC Pau                     |      |     | 3-1  |
| 3    | FC Saint-Leu    | 0   | 2 | 0 | 0 | 2 | 1  | 4  | -3   |  | FC Saint-Leu               | 0-1  |     |      |

L'AS Lyon-Duchère devait être promu en Division 2. La DNCG ayant refusé la demande de statut professionnel, le club a été reversé en National 1 et le FC Gueugnon a été repêché en D2.

### Poule B: Champion Stade Briochin
| Rang | Équipe            | Pts | J | G | N | P | Bp | Bc | Diff |  | Résultats (▼ dom., ► ext.) | SB  | SOC | FCMA |
| ---- | ----------------- | --- | - | - | - | - | -- | -- | ---- |  | -------------------------- | --- | --- | ---- |
| 1    | Stade briochin    | 8   | 2 | 2 | 0 | 0 | 2  | 0  | +2   |  | Stade briochin             |     | 1-0 |      |
| 2    | SO Châtellerault  | 4   | 2 | 1 | 0 | 1 | 2  | 1  | +1   |  | SO Châtellerault           |     |     | 2-0  |
| 3    | FCM Aubervilliers | 0   | 2 | 0 | 0 | 2 | 0  | 3  | -3   |  | FCM Aubervilliers          | 0-1 |     |      |